# Phong Dụ Hạ
Phong Dụ Hạ là một xã thuộc huyện Văn Yên, tỉnh Yên Bái, Việt Nam.

## Địa lý
Xã Phong Dụ Hạ nằm ở phía tây huyện Văn Yên, có vị trí địa lý:
- Phía đông giáp xã Đông An
- Phía tây giáp tỉnh Lào Cai
- Phía nam giáp xã Phong Dụ Thượng và xã Xuân Tầm
- Phía bắc giáp xã Châu Quế Hạ.

Xã Phong Dụ Hạ có diện tích 67,05 km², dân số năm 2019 là 4.213 người, mật độ dân số đạt 63 người/km².

## Lịch sử
Địa bàn xã Phong Dụ Hạ trước đây vốn là một phần của xã Phong Dụ thuộc huyện Văn Bàn (nay huyện Văn Bàn thuộc tỉnh Lào Cai).
Ngày 16 tháng 12 năm 1964, Chính phủ ban hành Quyết định số 177-CP. Theo đó, chuyển xã Phong Dụ thuộc huyện Văn Bàn về huyện Văn Yên mới thành lập quản lý.
Ngày 17 tháng 2 năm 1965, Bộ Nội vụ ra Quyết định số 44-NV về việc chia xã Phong Dụ thành 3 xã: Phong Dụ Thượng, Phong Dụ Hạ và Xuân Tầm.